# Reisebekanntschaft
Reisebekanntschaft ist ein deutscher Spielfilm, den die Wien-Film produziert hat und der am 7. Oktober 1943 uraufgeführt wurde.
Der von Curt Wesse nach Fritz Gottwalds gleichnamigem musikalischen Lustspiel (1941) geschriebene und von E. W. Emo inszenierte Film (Verwechslungskomödie) erzählt die Geschichte des Privatdetektivs Fridolin Specht, der in einer Lotterie 10.000 Mark gewinnt. Als die Sekretärin des Lotteriebüros, Elli Werner, ihm den Gewinn bringen will, wird der Geldkoffer unterwegs vertauscht. Specht glaubt an ein Verbrechen und beschließt, die Ermittlungen selbst zu übernehmen. Er ahnt nicht, dass der Koffer bloß verwechselt worden ist und dass der unschuldige „Dieb“ tatsächlich sein eigener Chef war.
Mit mehr als 18 Mio. Kinobesuchern war Reisebekanntschaft einer der kommerziell erfolgreichsten Filme der Kinosaison 1943/1944.

## Handlung

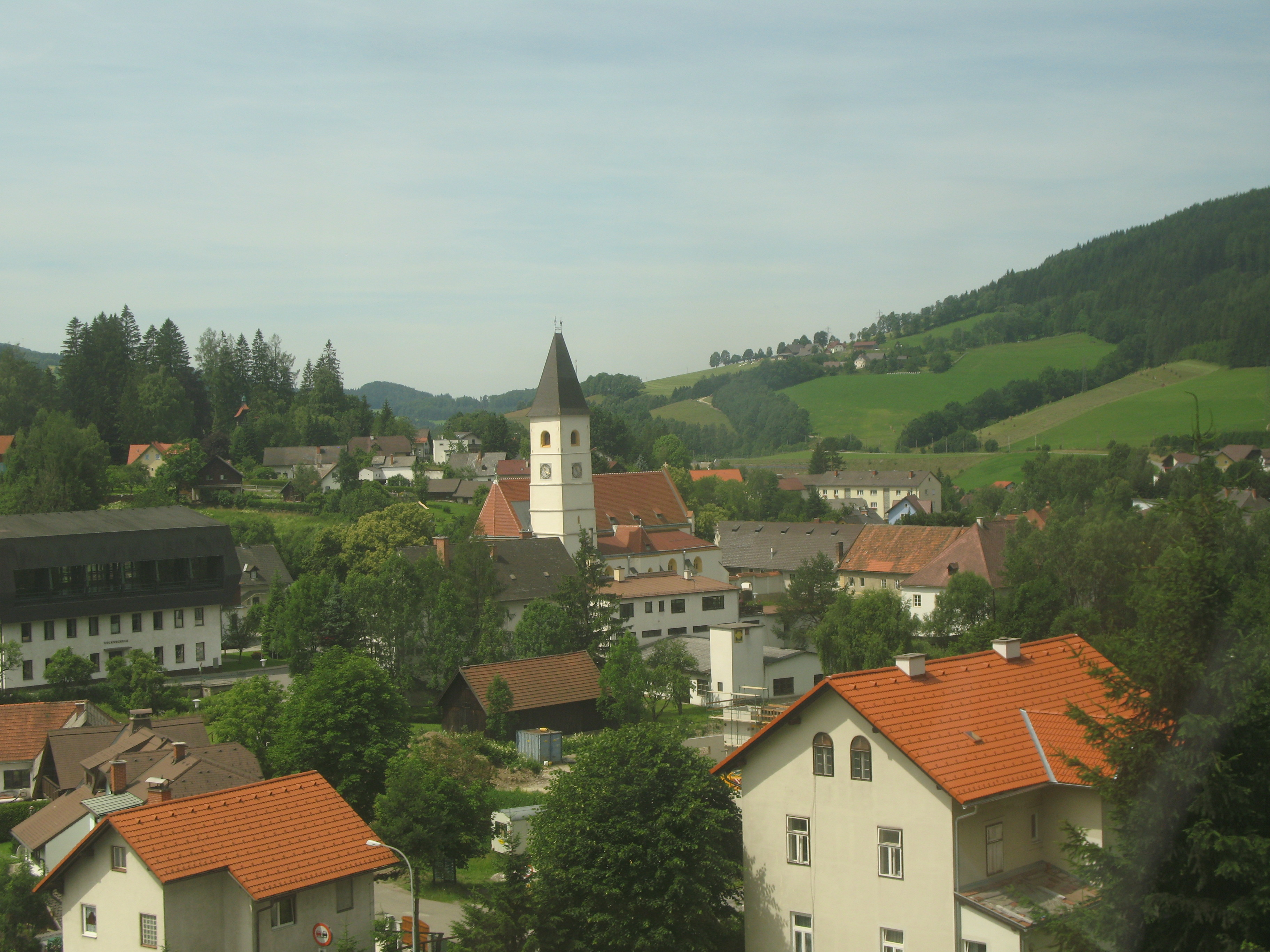
Die Handlung des Films beginnt in Spital am Semmering.

Ort der Handlung ist zunächst der Gasthof Niedermeyer in Spital am Semmering, die Zeit eine fiktive friedenszeitliche Gegenwart. Unter den Feriengästen befindet sich Fridolin Specht, ein Privatdetektiv aus Wien, der seinen Beruf mit größter Leidenschaft, aber offensichtlich auch ohne jede Begabung ausübt. Später erfahren die Zuschauer, dass Specht Angestellter in einem Detektivbüro „Helios“ ist. Noch während seines Ferienaufenthalts erreicht ihn die Nachricht, dass er in der Lotterie 10.000 Mark gewonnen hat. Damit er, um den Gewinn entgegenzunehmen, nicht seinen Urlaub unterbrechen muss, wird die junge Sekretärin der Wiener Lotterieannahme, Elli Werner, beauftragt, ihm das Geld persönlich nach Spital zu bringen.
Als Elli, mit 10.000 Mark in ihrer Handtasche, im Geschwindschritt das Büro verlässt, rempelt sie auf dem Gehsteig aus Unachtsamkeit einen Passanten an, Walter Falke, dessen Identität sich ihr erst sehr viel später im Handlungsverlauf enthüllen wird. Für Walter ist dies Liebe auf den ersten Blick; dass die Banknoten der jungen Frau bündelweise aus der Handtasche herausfallen, scheint er gar nicht zu bemerken. Zu einer zweiten Zufallsbegegnung kommt es wenig später in der Bahnhofshalle, wo Elli und Walter gleichzeitig am Schalter eintreffen, um Fahrkarten zu kaufen.
Im Zug findet Elli Platz in einem Abteil, in dem bereits ein Mitreisender sitzt, Herr Dalmatiner, der während der ganzen Fahrt schläft. Später erfahren die Zuschauer, dass er Reisender für Insektenpulver ist. Die dritte Person, die ins Abteil kommt, ist eine exaltierte Dame mit einem schwarzen Pudel, die einiges Durcheinander anrichtet und beinahe Ellis Koffer mit ihrem eigenen vertauscht, das Abteil dann aber wieder verlässt.
Walter hat, nachdem er am Fahrkartenschalter aufgehalten wurde, den ganzen Zug nach Elli abgesucht und entdeckt sie schließlich. Er nimmt aber erst neben ihr Platz, als das Abteilinnere sich, während der Zug durch einen Tunnel fährt, ganz verdunkelt, sodass es für Elli aussieht, als habe er sich herbeigezaubert. Auf die verbale und körperliche Zudringlichkeit, mit der er ihr dann begegnet (während der folgenden Tunneldurchfahrt umarmt und küsst er sie sogar), reagiert sie zwiegespalten, denn sie findet Walter gleichzeitig unverschämt und anziehend. In Semmering, wo er den Zug verlässt – Elli fährt noch eine Station weiter –, reicht Walter ihr eine Visitenkarte mit der Bitte, ihn möglichst bald zu kontaktieren. Wie sich erst später herausstellt, hat er ihr versehentlich nicht seine eigene Visitenkarte, sondern die eines Kunden, Eugen Gillberg, gegeben.
Als Elli Specht die 10.000 Mark übergeben will, entdecken sie, dass der Koffer vertauscht wurde (erst gegen Ende der Filmhandlung wird auch für die Zuschauer klar, dass es Walter war, der Ellis Koffer mit seinem eigenen verwechselt hat). Specht, zu dessen komischen Schwächen auch die Betriebsblindheit zählt, hat keinen Zweifel, dass hier ein Verbrechen vorliegt, und will den „Fall“ selbst übernehmen. Obwohl er im Hotel eine offene Rechnung hinterlässt – bezahlen will er später, sobald die 10.000 gefunden sind –, reist er mit Elli, die ihm bei seinen Recherchen helfen will, zurück nach Wien.
Mit Hilfe von Zeitungsanzeigen macht Specht die drei „Verdächtigen“ – Eugen Gillberg, die Dame mit dem Pudel und den Insektenpulverreisenden – ausfindig und stellt fest, dass keiner der drei für den Koffertausch verantwortlich war. Gillberg, der ein anrüchiges Nachtlokal betreibt, den „Treffpunkt“, erweist sich überdies als Kunde der Detektei „Helios“. Dass Specht Gillberg ins Büro geladen hat, um ihn als Verdächtigen zu verhören, bringt ihm Ärger mit dem Chef der Detektei ein. Wie die Zuschauer an dieser Stelle erfahren – Elli aber noch lange nicht – ist dieser Chef kein anderer als Walter Falke. Weil der Mann im Zug offensichtlich nicht Gillberg war, glaubt Specht, dass die einzige Person, die den Koffer vertauscht haben kann, der Mann war, der sich vor Elli als Gillberg „ausgegeben“ hat: ein Hochstapler.
Als Walter in seinem eigenen Büro auf den Balkon tritt, wird er von Elli, die sich auf der Straße befindet, gesehen und als der „Hochstapler“ aus dem Zug erkannt. Dieses Missverständnis mündet in eine Kette von burlesken Verwicklungen: Elli informiert Specht telefonisch über ihre Beobachtung, was zur Folge hat, dass Walter, um den „Hochstapler“ zu fassen, an der Fassade herunterklettert. Elli wiederum glaubt eine Flucht des „Hochstaplers“ zu beobachten. Specht verhaftet daraufhin einen völlig Unbeteiligten, einen Koch, der sich im anschließenden Verhör unschwer entlasten kann.
Wenig später sieht Elli Walter erneut, als dieser sein Büro verlässt. Sie beschließt, ihn zu beschatten, und folgt ihm zu Gillbergs Bar, die Walter – was Elli natürlich nicht weiß – aufsucht, um sich bei seinem Kunden für Spechts Verhalten persönlich zu entschuldigen. Erneut ruft Elli Specht an, um ihn zu Hilfe zu rufen; aufgrund seines Faux-pas scheut Specht sich jedoch, sich bei Gillberg noch einmal blicken zu lassen: Elli möge den „Hochstapler“ in ihre Wohnung mitnehmen. Walter ist hocherfreut, Elli endlich wiederzusehen. Diese beschließt sich vor ihm als Bardame auszugeben, womit sie einerseits vertuscht, dass sie ihn verfolgt, seiner Begeisterung andererseits aber auch einen Dämpfer aufsetzt, denn die Elli, in die er sich verliebt hat, ist ein unschuldiges junges Mädchen und nicht die frivole Lebedame, die sie ihm nun vorspielt. Die aggressive Sexualität, mit der sie ihn kujoniert, um ihn in ihre Wohnung zu dirigieren, ist gewissermaßen die Antwort auf seine eigene Zudringlichkeit im Bahnabteil, und in der Tat zeigt Walter sich bei aller Verliebtheit recht ernüchtert. Weitere Komik ergibt sich daraus, dass nicht nur Walter Elli für eine Kokotte, sondern auch umgekehrt Elli Walter für einen Kriminellen hält, der sich mit dem Nachtclubbetreiber für illegale Geschäfte trifft.
Als Elli mit Walter in der Wohnung ist, ruft sie ein drittes Mal Specht an, der jedoch wieder nicht zur Hilfe kommen kann: Wegen der unbezahlten Rechnung in Spital wurde er verhaftet! Weil sie allein mit Walter nicht fertig wird, sperrt sie ihn in der Wohnung ein (ihre Zimmerwirtin wird ihn bald befreien) und beschließt, die Polizei einzuschalten. Aus der Detektei holt sie sich vorher den Koffer, den sie für den Austauschkoffer hält; tatsächlich ist es ihr eigener Koffer mit den 10.000 Mark: Walter hatte ihn – im Glauben, es sei sein eigener Koffer – ins Büro mitgebracht. Bei der Polizei berichtet Elli – was sie längst hätte tun sollen – freimütig alles, was sich bisher ereignet hat. Der Ermittler (es ist derselbe, der zuvor Specht verhört hatte) ist im Gegensatz zu Specht ein Profi und durchschaut die Verwechslung auf den ersten Blick. Er fordert Elli auf, den Koffer zu öffnen: das Geld ist wieder da! Gleichzeitig hat auch Walter ein klärendes Gespräch mit Specht, in dessen Verlauf ihm der gesamte Vorgang klar wird, auch dass Elli nicht eine Bardame, sondern die Sekretärin der Lotterieannahme ist. Walter besorgt sich Blumen und eilt zu Elli, um sich ihr als der „Täter“ zu erkennen zu geben, der im Zugabteil die Koffer vertauscht hat.

## Produktion und Uraufführung
Karl Hartl, der Produktionschef der Wien-Film, produzierte das Lustspiel. Im Jahr zuvor hatte er bereits die Verantwortung für die Herstellung des Films Die kluge Marianne mit Paula Wessely in der Hauptrolle getragen, einen der profitabelsten Komödien, die die Wien-Film hervorgebracht hat. Die Zusammenarbeit mit Regisseur E. W. Emo war für Hartl nicht die erste. Gemeinsam hatten sie zuvor die beiden Filmkomödien Meine Tochter lebt in Wien (ebenfalls mit Elfriede Datzig und Hans Moser in den Hauptrollen) und Der liebe Augustin (beide 1940) hervorgebracht.
Weitere Mitglieder des Produktionsstabs:
- Kameraassistent: Hermann Dey
- Bauten: Julius von Borsody
- Ton: Otto Untersalmberger

Hans Moser war Emos bevorzugter Charakterdarsteller; Reisebekanntschaft war bereits ihr 13. gemeinsamer Film. Alle drei Hauptdarsteller waren beim Publikum gut eingeführt und waren – jeweils zu zweien – wiederholt auch schon gemeinsam zu sehen gewesen (Moser/Datzig u. a. in Meine Tochter lebt in Wien; Moser/Albach-Retty u. a. in Sieben Jahre Pech; Datzig/Albach-Retty in Die heimliche Gräfin); für Reisebekanntschaft kamen sie zum ersten Mal alle drei zusammen.
Der Film ist in Schwarzweiß und 35 mm bei einem Seitenverhältnis von 1:1,37 produziert. Gedreht wurde in den Studios der Wien-Film sowie in Wien und Umgebung. Bei den im Film zu sehenden Eisenbahnwaggons handelt es sich um Personenwagen der Deutschen Reichsbahn, darunter ein Exemplar der BBÖ-Type N28. Obwohl bereits zur Zeit der Reichsbahn gedreht (Reichsadler sind an den Außenseiten der Waggons zu sehen), zeigen die Sitze in den Abteilen noch das Monogramm der seit 1938 nicht mehr existenten BBÖ. Ein kurzer Zwischenschnitt zeigt einen Zug auf der Semmeringbahn, bespannt mit je einer Lokomotive der Reihen BBÖ 480 und BBÖ 113.
Der Zensur wurde er am 14. April 1943 vorgelegt. Die Uraufführung erfolgte am 7. Oktober 1943.
Im Fernsehen wurde der Film erstmals am 11. September 1961 ausgestrahlt (DFF 1).

## Kritik
„Gefällige, auch in den Nebenrollen treffend besetzte Unterhaltung“